# Higginsport
Higginsport és una població dels Estats Units a l'estat d'Ohio. Segons el cens del 2000 tenia 291 habitants.

## Demografia
Segons el cens del 2000, Higginsport tenia 291 habitants, 114 habitatges, i 77 famílies. La densitat de població era de 510,7 habitants/km².
Dels 114 habitatges en un 29,8% hi vivien nens de menys de 18 anys, en un 58,8% hi vivien parelles casades, en un 8,8% dones solteres, i en un 31,6% no eren unitats familiars. En el 30,7% dels habitatges hi vivien persones soles el 13,2% de les quals corresponia a persones de 65 anys o més que vivien soles. El nombre mitjà de persones vivint en cada habitatge era de 2,55 i el nombre mitjà de persones que vivien en cada família era de 3,18.
Per edats la població es repartia de la següent manera: un 25,8% tenia menys de 18 anys, un 5,8% entre 18 i 24, un 27,1% entre 25 i 44, un 23,7% de 45 a 60 i un 17,5% 65 anys o més.
L'edat mediana era de 40 anys. Per cada 100 dones de 18 o més anys hi havia 77 homes.
La renda mediana per habitatge era de 32.000 $ i la renda mediana per família de 37.188 $. Els homes tenien una renda mediana de 30.625 $ mentre que les dones 20.000 $. La renda per capita de la població era de 10.989 $. Aproximadament el 9,6% de les famílies i l'11,5% de la població estaven per davall del llindar de pobresa.

## Poblacions més properes
El següent diagrama mostra les poblacions més properes.